# Passeig dels Màrtirs de la Llibertat
El passeig dels Màrtirs de la Llibertat (i, per extensió, l'avinguda de Loring) és una àmplia avinguda de la ciutat valenciana d'Alacant.

## Descripció
Tant el passeig dels Màrtirs de la Llibertat com l'avinguda de Loring es troben íntegrament al barri d'Eixample Diputació. Juntament amb l'avinguda de Juan Bautista Lafora i el carrer de Jovellanos, formen un gran eix urbà de 2,25 quilòmetres de longitud, amb direcció sud-oest - nord-est, paral·lel al port i a la platja. Aquest eix forma part de la N-332.

### Passeig dels Màrtirs de la Llibertat
Fins al setembre de 2008, el passeig es denominava avinguda del Comte de Vallellano. La denominació actual fa referència als carabiners comandats per Pantaleón Boné, els qui van ser afusellats el 14 de febrer de 1844 al Palamó i el 8 de març d'aquest mateix any a Alacant.
L'avinguda està flanquejada al nord pel passeig de l'Esplanada i al sud pel port d'Alacant i el seu passeig per als vianants.

### Avinguda de Loring
Deu el seu nom a l'enginyer, empresari i polític espanyol Jorge Loring y Oyarzábal, primer marqués de Casa Loring, que va impulsar la construcció de la línia de ferrocarril entre Alacant i Múrcia.
L'extrem oest de l'avinguda de Loring se situa en la intersecció amb les avingudes d'Elx i d'Òscar Esplà i la plaça de l'Arquitecte Miguel López, just davant de la Casa del Mediterrani. Tot el marge nord d'aquesta avinguda es troba enjardinat: d'oest a est, la plaça de l'Arquitecte Miguel López, la plaça de Galícia i el parc de Canalejas. En canvi, el marge sud pertany al port d'Alacant i a les seues instal·lacions. D'oest a est es poden trobar l'estació d'autobusos d'Alacant, el peculiar edifici de la Casa del Mar i la sala d'exposicions de la Llonja del Peix. A partir d'aquest punt, l'avinguda circula en paral·lel al passeig Llum de les Estreles del port. L'avinguda de Loring i el passeig dels Màrtirs de la Llibertat es connecten mitjançant una glorieta situada enfront del monument a Canalejas, que separa el parc de Canalejas del passeig de l'Esplanada.